# Transmissions (Armée française)
Pour les articles homonymes, voir Transmission.
Dans les armées, les transmissions forment « l'arme qui unit les armes ». Dans l'Armée de terre il s'agit de l'arme  spécialisée dans la mise en œuvre des systèmes d'information et de communication (SIC) militaires. Il existe également des corps de transmissions dans l'Armée de l'air ainsi que dans la Marine nationale.

## Histoire
Les transmissions ne sont devenues une arme qu’à une date relativement récente (1942), mais leur histoire est déjà longue, principalement par l'ensemble des unités de sapeur télégraphiste ainsi que par la présence du Corps féminin des Transmissions durant les guerres. 
Dans les armées, la transmission des ordres se faisait au niveau régimentaire essentiellement par des signaux sonores au tambour pour l'infanterie et à la trompette pour la cavalerie. Le clairon est adopté en 1822 pour les tirailleurs puis généralisé à toute l'infanterie en 1831, sans jamais remplacer le tambour. Ces signaux sont étudiés par la céleustique. Certains signaux d'ordonnance sont encore en usage dans l'armée pour le cérémonial, la sonnerie Aux morts est créée seulement en 1932.

### 1793
C’est au ministère de la Guerre qu’est confiée par la Convention, en 1793, la responsabilité des premières liaisons Chappe, et ce n’est qu’après le rétablissement de la paix, en 1798, qu’est créé pour les gérer, un service particulier, l’administration des télégraphes, qui relève du ministère de l’Intérieur et détache auprès des armées en cas de besoin les moyens qui lui sont nécessaires.

### 1867–1899
La commission présidée par le maréchal Niel, qui est chargée d’étudier une réforme de l’armée après les déboires de la campagne du Mexique, fait adopter la création d’un service télégraphique aux armées, dont les moyens seront engagés de façon désastreuse au cours de la campagne de 1870. La conclusion, un peu hâtivement tirée, est que cette formule est inadaptée. Aussi en revient-on, en 1895, à faire appel à l’administration des télégraphes.
Une partie du personnel de cette administration est militarisé en cas de guerre, pour former ce que l’on appelle alors, les unités de « La Bleue » en raison de la couleur des parements de l’uniforme porté par ces personnels militarisés. C’est en souvenir de ces unités que l’arme des transmissions adoptera le "bleu de ciel" comme couleur de tradition.
Mais le personnel n'est pas suffisamment qualifié. Il est nécessaire de dispenser l'instruction dans un milieu militaire. À ce titre, une école de télégraphie militaire est installée dans la forteresse du Mont-Valérien (Suresnes), site choisi pour les capacités offertes en télégraphie optique. Le futur général Ferrié sera instructeur dans cette école puis en deviendra directeur en 1897.

### 1900–1918
Par une loi du 24 juillet 1900, l'école est transformée en un bataillon de sapeur télégraphiste à trois compagnies, qui relève du 5e régiment du génie de Versailles. 
Par un décret du 21 juin 1901, le nouveau bataillon prend la dénomination de 24e bataillon du génie. 
En 1910, ce bataillon devient une « unité formant corps » à neuf compagnies, stationnées au Mont-Valérien et à Rueil. Des détachements de ce bataillon participent, entre autres, à la campagne du Maroc.
Tout au long de la Première Guerre mondiale, le 8e régiment du génie restera l’unique unité de sapeur télégraphiste. Il termine la guerre avec un effectif de 55 000 hommes, dont 1 000 officiers. La Première Guerre mondiale est le premier conflit dans lequel les télécommunications militaires ont joué un rôle important. C’est également celui qui voit la naissance de ce qui deviendra, plus tard, la guerre électronique (écoutes et radiogoniométrie).
Dès 1921, le 8e régiment du génie donne naissance aux ancêtres des unités actuelles : 41e bataillon de sapeurs télégraphistes au Maroc, 43e bataillon de sapeurs télégraphistes à Beyrouth (Liban), 42e bataillon de sapeurs télégraphistes à Mayence et 48e bataillon de sapeurs télégraphistes, qui deviendra le 18e régiment du génie à Toul, le 10e bataillon de sapeurs télégraphistes, qui donna naissance au 45e régiment du génie à Hussein Dey (Algérie), le 28e régiment de sapeurs télégraphistes, en 1930 à Montpellier, le 38e régiment de sapeurs télégraphistes à Montargis…

### 1939–1942
Les difficultés pour communiquer éprouvées en mai 1940 mettent en évidence une insuffisance de moyens et la nécessité de soustraire les transmissions à la tutelle du génie. Le 1er juin 1942, par décret ministériel no 3600/EMA/1 du 4 mai 1942, les transmissions deviennent une arme distincte du génie, au sein de l’armée d’armistice.
Moins de six mois après la création de l’arme des transmissions, le débarquement allié en Afrique du Nord entraîne l’invasion de la zone libre par l’armée allemande, et la fin de l’armée d’armistice. Néanmoins, le général Merlin prend à Alger la destinée de l’arme en main. Les transmetteurs reprennent le combat dans les campagnes de Tunisie, d’Italie, de France et d’Allemagne.
Afin de privilégier l’engagement des hommes au combat, le général Merlin ouvre l’accès des transmissions aux femmes pour occuper des postes de centralistes téléphoniques et télégraphiques, et d’exploitants radio. Naît ainsi le Corps féminin des Transmissions (CFT), avec son école dirigée par Alla Dumesnil. Ces spécialistes seront surnommées « les merlinettes ». Certaines participeront aux campagnes d’Italie, de France et d’Allemagne.
Pendant les années noires de l’Occupation, un grand nombre de transmetteurs démobilisés de l’armée d’armistice se retrouvent dans la clandestinité où ils servent de « radio  » au sein des différents réseaux de résistance.
En la mémoire de leur sacrifice, le drapeau du 8e régiment de transmissions, en qualité d’ancêtre de tous les régiments de l’arme, est le seul emblème des armées françaises à arborer l’inscription « RÉSISTANCE ».

### 1944–1951
Les transmissions acquièrent les structures qui lui confèrent réellement le rang d’une arme à part entière.
Création le 1er décembre 1944 de l’École d'Application des Transmissions (EAT) à Montargis, à partir d’éléments du centre d’organisation des transmissions no 40 d’Alger, transféré en France.
Création le 1er avril 1945 de la Direction de l’inspection des transmissions à Paris.
Le 12 janvier 1951 le pape Pie XII décide de faire de l’Archange Gabriel, messager de Dieu, le saint patron des transmissions. Longtemps célébré au mois d'avril, il est désormais célébré chaque année le 29 septembre en même temps que saint Michel. Il concrétise donc la nouvelle dimension de l’arme.

### 1946–1962
Les guerres d’Indochine (1946-1954) et d’Algérie (1954-1962) voient l’émergence des moyens mobiles et sécurisés.
En Indochine, la radio reste le principal moyen de communication sur le terrain pour conduire des opérations et assurer le soutien des postes isolés dans la jungle. La mise en place d’un réseau de faisceaux hertziens permet de réaliser une ossature territoriale des moyens de transmissions.
En Algérie, pour faire face au problème majeur de l’équipement en matériel, une nouvelle gamme de faisceaux hertziens est lancée. Apparaît pour la première fois un système de transmissions global constitué de supports hertziens, radio et filaires permettant de combiner l’emploi de la télégraphie et de la téléphonie. Son utilisation est un facteur déterminant pour l’emploi des forces.
Avec la création de la Compagnie Autonome d’Écoute et Radiogoniométrie (CAER) en 1949 en Indochine, la guerre électronique prend une nouvelle dimension. Cette montée en puissance se concrétise par la création en 1958 de la 785e compagnie de transmissions destinée à expérimenter et adapter des équipements aux spécificités des actions de guerre électronique.
Dans cette phase de montée en puissance, l’évolution des équipements et systèmes mis en œuvre a permis à l’arme de s’affirmer et de devenir l’arme du commandement.

### 1962–1977
Puissance nucléaire indépendante développant une stratégie de dissuasion qui lui est propre, la France doit se doter de moyens spécifiquement militaires de transmissions des ordres. Les évènements de mai 68 accélèrent sa réalisation en mettant en évidence la nécessité, en cas de crise grave, de disposer de lignes militaires indépendantes des circuits PTT, en particulier pour activer la Défense Opérationnelle du Territoire (DOT). Le Réseau Intégré des Transmissions de l’armée de Terre (RITTER) va naître. Le déploiement du réseau nécessite une réorganisation des structures de l’arme et la transformation des groupes d’exploitation en régiments d’infrastructure.
Le 708e bataillon de guerre électronique devient en 1967 la première unité à porter l’appellation "guerre électronique". Le 44e régiment de transmissions est créé en 1971 et apparaît, en 1974, le premier système d’arme de guerre électronique dénommé Ensemble de Localisation Et de Brouillage des Ondes Radioélectriques Ennemies (ELEBORE).

### 1983
Pour s’adapter à l’extrême mobilité de la manœuvre, à la puissance des feux et aux délais de réaction très courts, l’arme des transmissions élabore en collaboration avec l'armée belge un système souple d’emploi, sûr, rapide, entièrement numérisé et automatisé : le Réseau Intégré des Transmissions Automatiques (RITA) qui permet à la radiotéléphonie numérique de faire son entrée dans les systèmes militaires, en avance sur la radiotéléphonie civile. En 1985, l’armée américaine séduite par le système français, décide d’équiper ses transmissions de la technologie de commutation utilisée dans le RITA.[réf. souhaitée]
La guerre électronique se dote d’un deuxième régiment en 1986 : le 54e régiment de transmissions à Haguenau.

### 1987–1992
L’année 1987 constitue une étape particulièrement importante pour la composante stratégique. Elle voit le lancement de la numérisation du RITTER (projet RITTER III), le début de la mise en place du RITA HCN (RITA du Haut commandement national], la mise en service opérationnel du Réseau de transport des informations numérisées de l’armée de terre (RETINAT), compatible avec le réseau civil Transpac.
Le système de guerre électronique de l’avant (SGEA) est mis en service en 1990 au sein du 54e RT.

### 1992
« A l’avenir, le maître de l’électron l’emportera sur le maître du feu ». Cette phrase, prononcée par le général Marc Monchal, chef d’état-major de l’armée de terre, annonce une période de mutation profonde, particulièrement axée sur la recherche de la maîtrise de l’information. Ainsi, s’appuyant sur les enseignements tirés de la Guerre du Golfe, l’interconnexion entre les composantes tactique et stratégique s’accroît et permet de disposer d’un système unique et global depuis le théâtre d’opérations, jusqu’à la métropole, grâce à l’apport du Système de RadioCommunications Utilisant un Satellite (SYRACUSE).

### 1996–2004

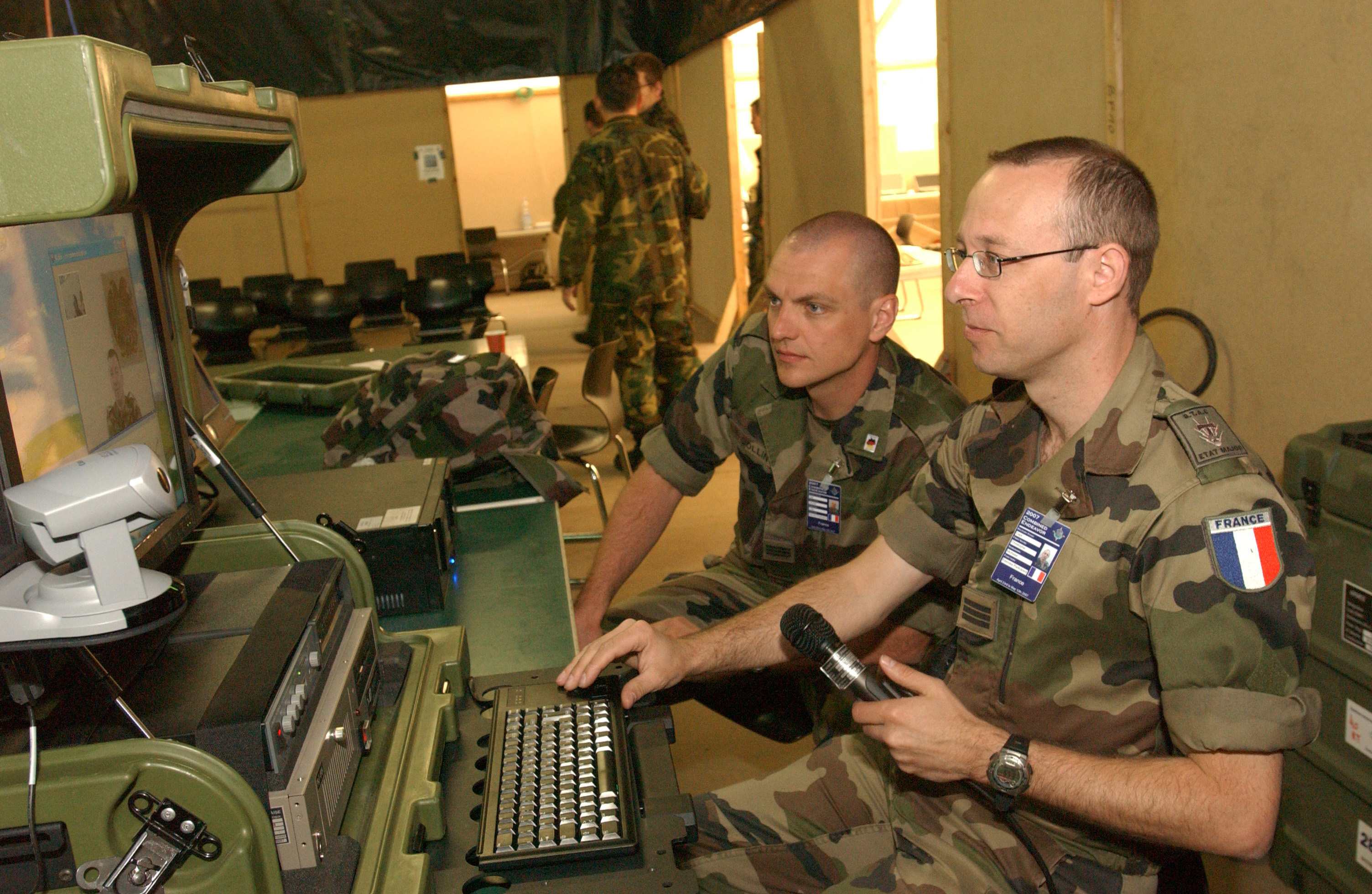
Capitaines de l’arme des transmissions lors d’exercices en 2007.

Cette période est marquée par une forte interarmisation des domaines de compétence transmissions, et par une intégration marquée des technologies les plus modernes. Le Système Opérationnel Constitué à partir des Réseaux des armées (SOCRATE), regroupe les réseaux des trois armées en développant l’utilisation de supports par fibre optique. Simultanément, les programmes de modernisation des moyens de transmissions des garnisons de l’armée de terre (MTGT) et RITA 2e génération (ou RITA valo ou encore RITA-NG), intègrent le protocole internet (IP : Internet Protocol) offrant ainsi au commandement l’accès à des services nouveaux comme l’internet, l’intranet, les supports de visioconférence.
L’Ensemble de Goniométrie et d’Interception en bande Décamétrique (EGIDE) fait son apparition en 1996, alors que sont menées des études pour l’élaboration de drones de guerre électronique.

## Liste des régiments de transmissions en activité
[Quand ?]

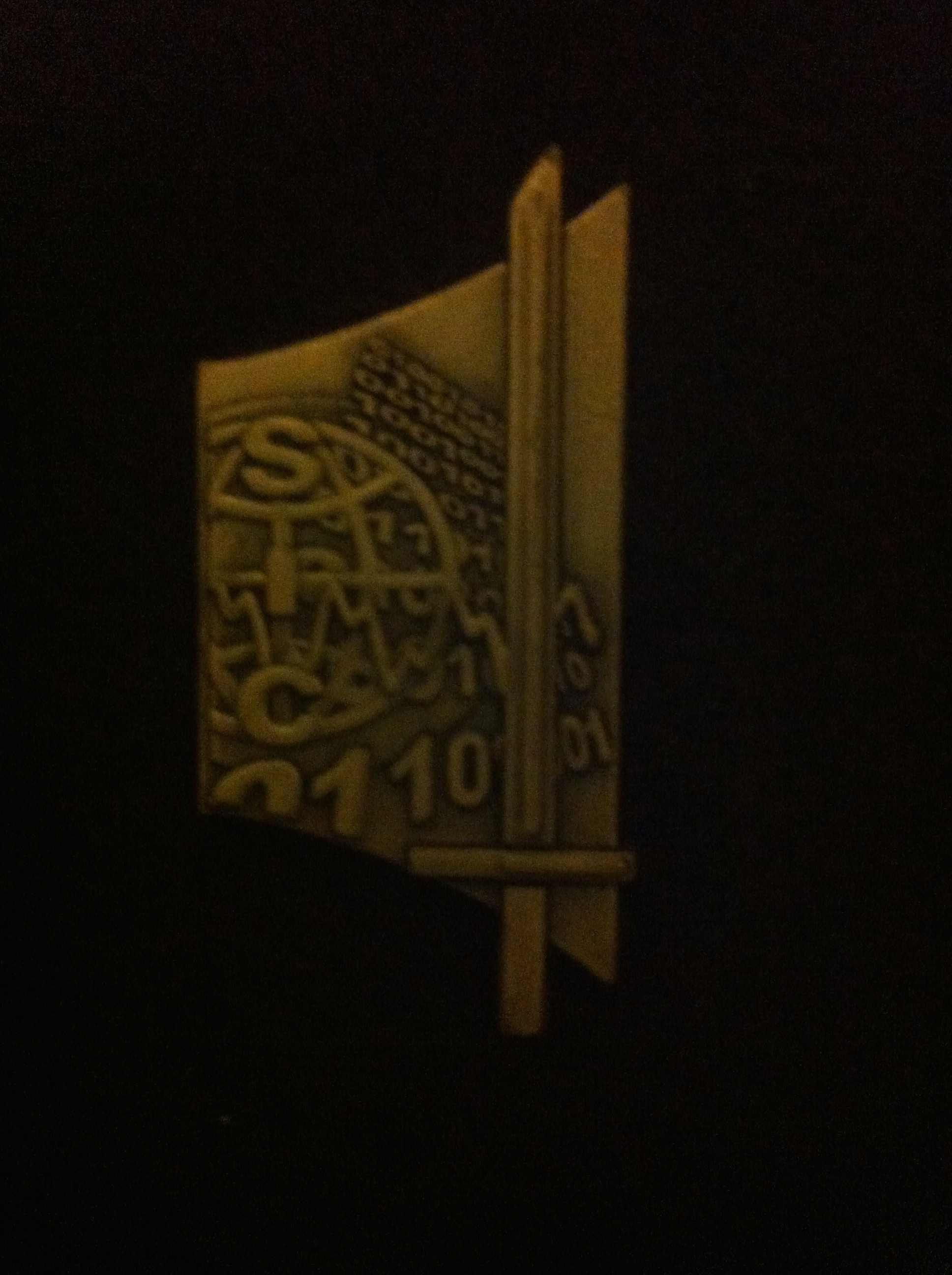
Insigne de qualification du personnel SIC

- 8e régiment de transmissions (8e RT) - Suresnes
- 18e régiment d'instruction des transmissions (18e RIT) - Dieuze
- 28e régiment de transmissions (28e RT) - Issoire
- 40e régiment de transmissions (40e RT) - Thionville
- 41e régiment de transmissions (41e RT) - Douai
- 43e régiment de transmissions (43e RT) - Orléans
- 44e régiment de transmissions (44e RT) - Mutzig
- 48e régiment de transmissions (48e RT) - Agen
- 53e régiment de transmissions (53e RT) - Lunéville
- 54e régiment de transmissions (54e RT) - Haguenau
- 785e compagnie de guerre électronique (785e CGE) - Rennes
- Groupe Tactique des Systemes d'Informations et de Communications Aéronautiques (GTSICAéro 10805) - Evreux, seule unité SIC de l’Armée de l'air
- DIRISI